# ピート・キング (イギリスのドラマー)
ピート・キング（Pete King、1958年8月13日 - 1987年7月15日）は、イギリスのミュージシャン。
イギリスのパンク・バンド、ザ・フライズのドラマーだったピート・キングは、1980年にサウス・ロンドン/サリーを拠点としたニュー・ウェイヴ・バンド、ザ・レイダーズ (The Rayders) に加わり、さらにその後、アフター・ザ・ファイヤーに参加した。キングは、1980年代はじめに訪れたこのバンドの短い全盛期のほとんどの期間にメンバーであり、彼らにとってアメリカ合衆国における最大のヒット曲となった1982年の「秘密警察 (Der Kommissar)」などを演奏した。
キングは、1982年にエレクトリック・ライト・オーケストラの「タイム (Time)」ツアーの途中で、当時レギュラー・ドラマーだったベヴ・ベヴァンが病気のためツアーに参加できなくなった際、短期間その穴を埋めた。
その後、キングは、1986年にヤン・ディクスに代わってドイツのロック・バンド、BAPに参加した。しかしキングは、ツアーを1回やったものの、1987年に精巣腫瘍のための死去した。BAPの1988年のアルバム『Da Capo』に収録された楽曲「Flüchtig」（「流れ行く」といった意味）は、キングに捧げられたものであり、新たなドラマーはユルゲン・ツェラーであった。